# Кубок Германии по футболу 2011/2012
Кубок Германии по футболу 2011/2012 годов — 69-й розыгрыш кубка Германии по футболу (нем. DFB-Pokal). Турнир начался 29 июля 2011 года, финал был сыгран 12 мая 2012 года на Олимпийском стадионе в Берлине. Победителем стала дортмундская Боруссия, ранее также оформившая чемпионство.

## Команды-участники
| Бундеслига все клубы | Вторая Бундеслига все клубы | Третья лига лучшие 4 клуба                                         | 21 победитель региональных кубковых соревнований1 |
| - Боруссия (Дортмунд) - Байер 04 - Бавария - Ганновер 96 - Майнц 05 - Нюрнберг - Кайзерслаутерн - Гамбург - Фрайбург - Кёльн - Хоффенхайм - Штутгарт - Вердер - Шальке 04 - Вольфсбург - Боруссия (Мёнхенгладбах) - Айнтрахт - Санкт-Паули | - Герта - Аугсбург - Бохум - Гройтер Фюрт - Энерги - Эрцгебирге Ауэ - Фортуна Дюссельдорф - Дуйсбург - Мюнхен 1860 - Алеманния (Ахен) - Унион Берлин - Падерборн 07 - ФСВ Франкфурт - Ингольштадт 04 - Карлсруэ - Оснабрюк - Рот-Вайсс (Оберхаузен) - Арминия (Билефельд) | - Айнтрахт (Брауншвейг) - Ганза - Динамо (Дрезден) - Веен Висбаден | - Зандхаузен - Ян (Регенсбург) - Унтерхахинг1 - Динамо (Берлин) - Бабельсберг - Обернойланд (Бремен) - Аймсбюттелер - Гессен-Кассель - Анкер - Германия Виндек - Рот-Вайсс (Эссен) - Киккерс (Эмден)1 - Ольденбург - Айнтрахт (Трир) - Саарбрюккен - РБ Лейпциг - Галлешер - Хольштайн - Тенинген - Цвайбрюккен - Мойзельвиц - Виденбрюк 20001 - Рот-Вайсс (Ален)1 - Хайденхайм |

## Жеребьёвки
Согласно регламенту кубка Германии, жеребьёвки проводятся следующим образом. Перед жеребьёвкой первого раунда клубы делятся на две корзины. В первую корзину попадают все победители региональных первенств, 4 лучших клуба третьей Бундеслигии 4 худших клуба Второй Бундеслиги. Во вторую корзину попадают все остальные профессиональные клубы. В результате жеребьёвки команда из первой корзины будет встречаться в первом раунде на домашнем стадионе с клубом из второй корзины.
Жеребьёвка второго раунда будет проходить по похожей схеме. Все клубы вышедшие во второй раунд будут разбиты на две корзины. Во время жеребьёвки, когда одна из корзин будет пустой, команды подряд будут доставаться из другой корзины. Во всех остальных раундах жеребьёвка будет проходить из одной корзины.
В случае, если в третий раунд выйдет любительский клуб, он будет играть матч на домашнем стадионе. Во всех остальных случаях на домашнем стадионе будет играть команды вытянутая первой.

## Календарь турнира
Согласно утверждённому 26 ноября 2010 года календарю, матчи кубка Германии будут проводиться в следующие сроки.
| Раунд | Название     | Даты игр                 | Дата жеребьёвки |
| 1     | Первый раунд | 29 июля — 1 августа 2011 | 11 июня         |
| 2     | Второй раунд | 25—26 октября            | 6 августа       |
| 3     | Третий раунд | 20—21 декабря            |                 |
| 2     | 1/4 финала   | 7—8 февраля 2012         |                 |
| 3     | 1/2 финала   | 20—21 марта              |                 |
| 4     | Финал        | 12 мая                   |                 |

## Первый раунд
Жеребьёвка первого раунда прошла 11 июня 2011 года. Матчи первого раунда прошли с 29 июля по 1 августа.
| Дата      | Домашняя команда       | Счёт             | Выездная команда         | Место проведения     | Посещаемость |
| --------- | ---------------------- | ---------------- | ------------------------ | -------------------- | ------------ |
| 29 июля   | Рот-Вайсс (Эссен)      | 2:2 (4:3) (пен.) | Унион Берлин             | Эссен                | 12 701       |
| 29 июля   | РБ Лейпциг             | 3:2              | Вольфсбург               | Лейпциг              | 31 212       |
| 29 июля   | Саарбрюккен            | 1:3 (д.вр.)      | Эрцгебирге Ауэ           | Саарбрюккен          | 7 136        |
| 29 июля   | Ян Регенсбург          | 1:3              | Боруссия (Мёнхенгладбах) | Регенсбург           | 10 388       |
| 29 июля   | Веен Висбаден          | 1:2              | Штутгарт                 | Висбаден             | 11 600       |
| 29 июля   | Оснабрюк               | 2:3 (д.вр.)      | 1860 Мюнхен              | Оснабрюк             | 11 000       |
| 30 июля   | Динамо (Берлин)        | 0:3              | Кайзерслаутерн           | Берлин               | 10 104       |
| 30 июля   | Галлешер               | 0:2              | Айнтрахт                 | Галле                | 2 800        |
| 30 июля   | Хайденхайм             | 2:1              | Вердер                   | Хайденхайм-на-Бренце | 10 000       |
| 30 июля   | Динамо (Дрезден)       | 4:3 (д.вр.)      | Байер 04                 | Дрезден              | 24 500       |
| 30 июля   | Айнтрахт (Трир)        | 2:1              | ФК Санкт-Паули           | Трир                 | 8 457        |
| 30 июля   | Арминия (Билефельд)    | 1:5              | Нюрнберг                 | Билефельд            | 12 000       |
| 30 июля   | Рот-Вайсс (Ален)       | 0:10             | Падерборн 07             | Ален                 | 3 002        |
| 30 июля   | Бабельсберг            | 0:2              | Дуйсбург                 | Потсдам              | 3 256        |
| 30 июля   | Ольденбург             | 1:2              | Гамбург                  | Ольденбург           | 15 552       |
| 30 июля   | Хольштайн              | 3:0              | Энерги                   | Киль                 | 7 219        |
| 30 июля   | Зандхаузен             | 0:3              | Боруссия (Дортмунд)      | Зандхаузен           | 10 231       |
| 30 июля   | Киккерс (Эмден)        | 1:5 (д.вр.)      | ФСВ Франкфурт            | Эмден                | 3 000        |
| 30 июля   | Ганза                  | 2:2 (3:5) (пен.) | Бохум                    | Росток               | 12 700       |
| 30 июля   | Рот-Вайсс (Оберхаузен) | 1:2 (д.вр.)      | Аугсбург                 | Оберхаузен           | 3 786        |
| 31 июля   | Обернойланд (Бремен)   | 1:4              | Ингольштадт 04           | Бремен               | 1 242        |
| 31 июля   | Унтерхахинг            | 3:2              | Фрайбург                 | Унтерхахинг          | 4 100        |
| 31 июля   | Карлсруэ               | 3:1              | Алемания (Ахен)          | Карлсруэ             | 15 118       |
| 31 июля   | Аймсбюттелер           | 0:10             | Гройтер Фюрт             | Гамбург              | 2 086        |
| 31 июля   | Анкер                  | 0:6              | Ганновер 96              | Любек                | 6 045        |
| 31 июля   | Мойзельвиц             | 0:4              | Герта                    | Мойзельвиц           | 8 000        |
| 31 июля   | Германия Виндек        | 1:3 (д.вр.)      | Хоффенхайм               | Кёльн                | 2 588        |
| 31 июля   | Тенинген               | 1:11             | Шальке 04                | Фрайбург             | 21 000       |
| 31 июля   | Гессен-Кассель         | 0:3              | Фортуна (Дюссельдорф)    | Кассель              | 14 850       |
| 31 июля   | Цвайбрюккен            | 1:2 (д.вр.)      | Майнц 05                 | Хомбург              | 12 000       |
| 31 июля   | Виденбрюк 2000         | 0:3              | Кёльн                    | Гютерсло             | 12 200       |
| 1 августа | Айнтрахт (Брауншвейг)  | 0:3              | Бавария                  | Брауншвейг           | 23 645       |

## Второй раунд
Жеребьёвка второго раунда прошла 6 августа 2011 года. Матчи второго раунда прошли 25—26 октября.
| Дата       | Домашняя команда              | Счёт             | Выездная команда         | Место проведения     | Посещаемость |
| ---------- | ----------------------------- | ---------------- | ------------------------ | -------------------- | ------------ |
| 25 октября | РБ Лейпциг                    | 0:1              | Аугсбург                 | Лейпциг              | 34 341       |
| 25 октября | Унтерхахинг                   | 1:4              | Бохум                    | Унтерхахинг          | 3 150        |
| 25 октября | Хайденхайм                    | 0:0 (3:4) (пен.) | Боруссия (Мёнхенгладбах) | Хайденхайм-на-Бренце | 10 000       |
| 25 октября | Фортуна (Дюссельдорф)         | 3:0              | Мюнхен 1860              | Дюссельдорф          | 34 413       |
| 25 октября | Айнтрахт (Трир)               | 1:2 (д.вр.)      | Гамбург                  | Трир                 | 10 300       |
| 25 октября | Боруссия (Дортмунд)           | 2:0              | Динамо (Дрезден)         | Дортмунд             | 73 100       |
| 25 октября | Гройтер Фюрт                  | 4:0              | Падерборн 07             | Фюрт                 | 6 150        |
| 25 октября | Хоффенхайм                    | 2:1              | Кёльн                    | Зинсхайм             | 16 000       |
| 26 октября | Хольштайн                     | 2:0              | Дуйсбург                 | Киль                 | 8 981        |
| 26 октября | Рот-Вайсс (Эссен)             | 0:3              | Герта                    | Эссен                | 14 000       |
| 26 октября | Ганновер 96                   | 0:1 (д.вр.)      | Майнц 05                 | Ганновер             | 30 100       |
| 26 октября | Карлсруэ                      | 0:2              | Шальке 04                | Карлсруэ             | 28 916       |
| 26 октября | Эрцгебирге Ауэ                | 1:2              | Нюрнберг                 | Ауэ                  | 13 000       |
| 26 октября | Бавария                       | 6:0              | Ингольштадт 04           | Мюнхен               | 63 000       |
| 26 октября | Штутгарт                      | 3:0              | ФСВ Франкфурт            | Штутгарт             | 18 270       |
| 26 октября | Айнтрахт (Франкфурт-на-Майне) | 0:1 (д.вр.)      | Кайзерслаутерн           | Франкфурт-на-Майне   | 46 000       |

## Третий раунд
Жеребьёвка третьего раунда прошла 30 октября 2011 года. Матчи третьего раунда прошли 20—21 декабря.
| Дата       | Домашняя команда         | Счёт             | Выездная команда    | Место проведения | Посещаемость |
| ---------- | ------------------------ | ---------------- | ------------------- | ---------------- | ------------ |
| 20 декабря | Бохум                    | 1:2              | Бавария             | Бохум            | 29 299       |
| 20 декабря | Нюрнберг                 | 0:1              | Гройтер Фюрт        | Нюрнберг         | 48 548       |
| 20 декабря | Хоффенхайм               | 2:1              | Аугсбург            | Зинсхайм         | 10 375       |
| 20 декабря | Фортуна (Дюссельдорф)    | 0:0 (4:5) (пен.) | Боруссия (Дортмунд) | Дюссельдорф      | 54 000       |
| 21 декабря | Штутгарт                 | 2:1              | Гамбург             | Штутгарт         | 38 600       |
| 21 декабря | Герта                    | 3:1              | Кайзерслаутерн      | Берлин           | 40 944       |
| 21 декабря | Хольштайн                | 2:0              | Майнц 05            | Киль             | 10 649       |
| 21 декабря | Боруссия (Мёнхенгладбах) | 3:1              | Шальке 04           | Мёнхенгладбах    | 54 057       |

## Четвертьфиналы
Жеребьёвка четвертьфиналов состоялась 21 декабря 2011 года. Матчи прошли 7—8 февраля 2012 года.
| Хольштайн | 0:4   | Боруссия (Дортмунд)                                       |
| --------- | ----- | --------------------------------------------------------- |
|           | Отчёт | 11′ Левандовский · 18′ Кагава · 80′ Барриос · 87′ Перишич |

| Хоффенхайм | 0:1   | Гройтер Фюрт |
| ---------- | ----- | ------------ |
|            | Отчёт | 44′ Оушн     |

| Герта | 0:2 (доп. вр.) | Боруссия (Мёнхенгладбах)               |
| ----- | -------------- | -------------------------------------- |
|       | Отчёт          | 101′ (пен.) Дамс · 120+2′ (пен.) Вендт |

| Штутгарт | 0:2   | Бавария                |
| -------- | ----- | ---------------------- |
|          | Отчёт | 30′ Рибери · 46′ Гомес |

## Полуфиналы
Жеребьёвка полуфинальных матчей состоялась 11 февраля 2012 года. Матчи прошли 20—21 марта 2012 года.
| Гройтер Фюрт | 0:1 (доп. вр.) | Боруссия (Дортмунд) |
| ------------ | -------------- | ------------------- |
|              | (отчёт)        | 120′ Гюндоган       |

| Боруссия (Мёнхенгладбах) | 0:0 (доп. вр.) | Бавария |
| ------------------------ | -------------- | ------- |
|                          | (отчёт)        |         |

| Серия пенальти:                                       |     |                                                      |
| Филип Дамс · Патрик Херрман · Данте · Ховард Нортвейт | 2:4 | Давид Алаба · Франк Рибери · Филипп Лам · Тони Кроос |

## Финал
| Бавария                        | 2:5 | Боруссия (Дортмунд)                                                                        |
| ------------------------------ | --- | ------------------------------------------------------------------------------------------ |
| 25′ (пен.) Роббен · 75′ Рибери |     | 3′ Кагава · 41′ (пен.) Хуммельс · 45+1′ Левандовский · 58′ Левандовский · 81′ Левандовский |